# NGC 1075
NGC 1075 è una galassia lenticolare situata nella costellazione della Balena, a una distanza di circa 359 milioni di anni luce dalla nostra Via Lattea.

## Scoperta
La galassia è stata scoperta il 28 novembre 1885 dall'astronomo statunitense Francis Leavenworth.